# Urs Aeschbach
Urs Aeschbach (* 28. Dezember 1956 in Aarau) ist ein Schweizer Maler, Zeichner, Fotograf, Videokünstler und Kunstlehrer.

## Leben und Werk
Urs Aeschbach besuchte von 1981 bis 1985 die Ecole Supérieure d‘Art Visuel, heute HEAD, in Genf. Atelieraufenthalte führten ihn nach Paris, Rom, Kairo, Varanasi, Berlin, Johannesburg und Kapstadt. Von 2005 bis 2022 unterrichtete er das Fach Malerei an der Hochschule der Künste Bern.
Urs Aeschbach erhielt zahlreiche Stipendien und Auszeichnung. Seine Werke zeigte er in zahlreichen Einzel- und Gruppenausstellungen im In- und Ausland.